# 麗台運動報
《麗台運動報》（英語：LTSports）為台灣的一家網路媒體，經營者是麗台科技關係企業「麗台育樂傳播」，報導內容以台灣及國際體育新聞為主。
2001年，資深棒球新聞記者高正源一手催生、麗台科技董事長盧崑山創辦《麗台運動報》，與已停刊的《大成體育報》一樣出版實體報紙。2004年，《麗台運動報》轉型為網路報。

## 外部連結
- 麗台運動報（页面存档备份，存于）（繁體中文）
- 麗台運動報的Facebook專頁
- YouTube上的麗台運動報頻道